# Rio São Bento
O rio São Bento é um rio brasileiro do estado de Santa Catarina, afluente do rio Negro pela margem esquerda. O rio São Bento nasce e passa pela área central urbana do município de São Bento do Sul, ao qual empresta o nome.